# Navahondilla
Navahondilla – gmina w Hiszpanii, w prowincji Ávila, w Kastylii i León, o powierzchni 22,07 km². W 2011 roku gmina liczyła 342 mieszkańców.